# Vintar
Vintar  (Bayan ng  Vintar) es un municipio filipino de primera categoría perteneciente a la provincia de Ilocos Norte en la Región Administrativa de Ilocos, también denominada Región I.

## Geografía
Vintar se encuentra sobre un terreno llano rodeado de montañas. Su término linda al norte con Bacarra; al este con Piddig; al sur con Dingras y Sarrat, y al oeste con de Bacarra y Laoag.
Tiene una extensión superficial de 614 35 km² y según el censo del 2007, contaba con una población de 29 405 habitantes y 6282 hogares; 31 448 habitantes el día primero de mayo de 2010
Este territorio es considerado como la sexta cuenca fluvial de la región, ya que desde las laderas occidentales de la Cordillera, en los límites de Kalinga y Apayao, fluyen las aguas hacia el este irrigando la mayor parte de las tierras de Ilocos del Norte antes de su salida hacia el Mar de China Meridional.

## Barangays
Vintar se divide, a los efectos administrativos, en 33 barangayes o barrios,
| Código    | Denominación                    | Población | Distrito     |
| --------- | ------------------------------- | --------- | ------------ |
| 012823001 | Abkir                           | 1.233     | Amian        |
| 012823003 | Alsem                           | 545       | Patpatani    |
| 012823005 | Bago                            | 392       | Patpatani    |
| 012823010 | Bulbulala                       | 1.158     | Pallas       |
| 012823011 | Cabangaran                      | 607       | Surong       |
| 012823012 | Cabayo                          | 561       | Surong       |
| 012823013 | Cabisocolan                     | 744       | Amian        |
| 012823014 | Canaam                          | 709       | Patpatani    |
| 012823015 | Columbia                        | 768       | Amian        |
| 012823016 | Dagupan                         | 612       | Surong       |
| 012823017 | Pedro F. Alviar, antes Diaton   | 939       | Amian        |
| 012823019 | Dipilat                         | 1.154     | Amian        |
| 012823022 | Esperanza                       | 303       | Patpatani    |
| 012823023 | Ester                           | 1.522     | Pallas       |
| 012823024 | Isic Isic                       | 1.699     | Surong       |
| 012823027 | Lubnac                          | 1.513     | Pallas       |
| 012823028 | Mabanbanag                      | 633       | Pallas       |
| 012823030 | Alejo Malasig                   | 1.220     | Burdo        |
| 012823031 | Manarang                        | 676       | Amian        |
| 012823033 | Margaay                         | 805       | Pallas       |
| 012823035 | Namoroc                         | 813       | Pallas       |
| 012823038 | Malampa, antes Peninaan-Malampa | 764       | Amian        |
| 012823039 | Parparoroc                      | 1.197     | Pallas       |
| 012823040 | Parut                           | 1.329     | Población    |
| 012823047 | Salsalamagui                    | 1.160     | Salsalamagui |
| 012823049 | San José de Lipay               | 826       | Patpatani    |
| 012823050 | San Nicolás                     | 1.125     | Población    |
| 012823051 | San Pedro                       | 887       | Población    |
| 012823052 | San Ramón                       | 1.206     | Población    |
| 012823053 | San Roque                       | 1.051     | Población    |
| 012823054 | Santa María                     | 981       | Población    |
| 012823056 | Tamdagan                        | 1.221     | Patpatani    |
| 012823058 | Visaya                          | 1.095     | Salsalamagui |

### Subdivisiones
- Población , comprende los barrios de: 1- San Roque, 2- San Nicolás, 3- San Pedro, 4- Santa  Maria y 5- San Ramón

## Historia
La palabra Vintar deriva la palabra intar, que en idioma ilocano significa algo parecido a una reprimenda dada por el jefe cuando no se ha llevado a cabo lo ordenado.
Se dice que al oír esta palabra el misionero español Leano añadió la letra V.
Se cree que los primeros pobladores provenían de la actual Indonesia y como se establecieron en una colina con vistas al río Vintar donde hoy se encuentra la enorme presa.
La ciudad fue fundada en el siglo XVI por un misionero católico que se perdió en el bosque mientras cazaba entre Sarrat y Piddig. En 1600 Vintar era una Visita de la parroquia de Bacarra.